# پروتکل ایرلند شمالی

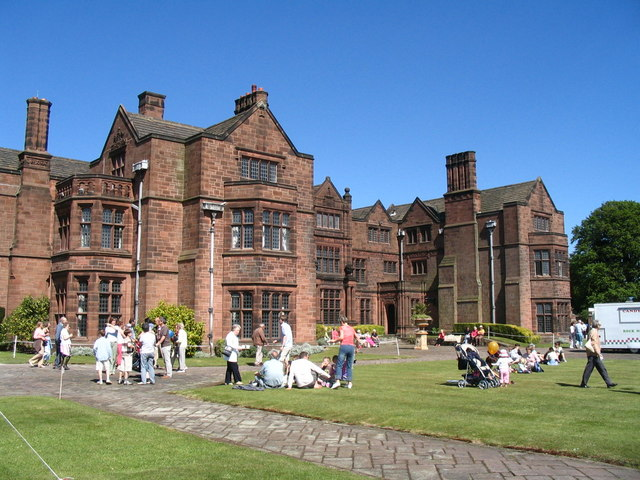
تورنتون مانور در مرسی ساید، جایی که مذاکرات موفقیت آمیز مخفیانه بین بوریس جانسون و لئو وارادکار در اکتبر 2019 انجام شد.

پروتکل ایرلند شمالی (انگلیسی: Northern Ireland Protocol) یا پروتکل ایرلند/ایرلند شمالی، که معمولاً به اختصار همان پروتکل ایرلند شمالی نامیده می‌شود، پروتکلی برای توافق خروج از برگزیت است که روابط ایرلند شمالی پس از برگزیت را با اتحادیه اروپا و بریتانیای کبیر مشخص می‌کند. توافقنامه خروج، از جمله پروتکل، در ۱ ژانویه ۲۰۲۱ لازم الاجرا شد. با استناد به «شرایط منحصر به فرد» جزیره ایرلند، این پروتکل بر ترتیبات منحصر به فردی در جزیره بین بریتانیا و اتحادیه اروپا حاکم است. این پروتکل برخی از جنبه‌های تجارت کالا بین ایرلند شمالی و بقیه بریتانیا را تنظیم می‌کند.
ترتیبات پروتکل، که بر اساس آن ایرلند شمالی و نه بقیه بریتانیا در بازار واحد اتحادیه اروپا برای کالاها باقی می‌مانند، اجازه حفظ مرز بازبین ایرلند شمالی و جمهوری ایرلند را می‌دهد. ایجاد مرز باز یکی از جنبه‌های کلیدی روند صلح ایرلند شمالی و پیمان جمعه نیک بود که به مناقشه ایرلند شمالی پایان داد. پروتکل در عوض یک مرز گمرکی واقعی در دریای ایرلند بین ایرلند شمالی و بریتانیای کبیر ایجاد می‌کند.